# Wereldkampioenschap voetbal 2018 (achtste finale) Kroatië - Denemarken
Dit artikel gaat over de wedstrijd in de achtste finale tussen Kroatië en Denemarken die gespeeld werd op zondag 1 juli 2018 tijdens het wereldkampioenschap voetbal 2018. Het duel was de 52e wedstrijd van het toernooi.

## Voorafgaand aan de wedstrijd
- Kroatië stond bij aanvang van het toernooi op de twintigste plaats van de FIFA-wereldranglijst.[1]
- Denemarken stond bij aanvang van het toernooi op de twaalfde plaats van de FIFA-wereldranglijst.[2]
- De confrontatie tussen de nationale elftallen van Kroatië en Denemarken vond vijf maal eerder plaats.[3]
- Het duel vond plaats in het Stadion Nizjni Novgorod in Nizjni Novgorod. Dit stadion werd in 2008 geopend en heeft een capaciteit van 44.899.

## Wedstrijdgegevens[4]
| Datum                | 1 juli 2018                                                                                | 1 juli 2018                                                                                |
| Wedstrijdnummer      | 52                                                                                         | 52                                                                                         |
| Stadion              | Stadion Nizjni Novgorod, Nizjni Novgorod                                                   | Stadion Nizjni Novgorod, Nizjni Novgorod                                                   |
| Toeschouwers         | 40.851                                                                                     | 40.851                                                                                     |
| Scheidsrechter       | Néstor Pitana                                                                              | Néstor Pitana                                                                              |
| Assistenten          | Hernan Maidana Juan Pablo Belatti                                                          | Hernan Maidana Juan Pablo Belatti                                                          |
| Vierde official      | Enrique Cáceres                                                                            | Enrique Cáceres                                                                            |
| Videoscheidsrechters | Mauro Vigliano Gery Vargas (assistent) Roberto Diaz (assistent) Daniele Orsato (assistent) | Mauro Vigliano Gery Vargas (assistent) Roberto Diaz (assistent) Daniele Orsato (assistent) |
| Man van de wedstrijd | Kasper Schmeichel                                                                          | Kasper Schmeichel                                                                          |
|                      | Kroatië                                                                                    | Denemarken                                                                                 |
| Doelpunten           | 1                                                                                          | 1                                                                                          |
| Gele kaarten         | 0                                                                                          | 1                                                                                          |
| Rode kaarten         | 0                                                                                          | 0                                                                                          |
| Wissels              | 4                                                                                          | 4                                                                                          |
| Schoten op doel      | 7                                                                                          | 3                                                                                          |
| Schoten naast doel   | 15                                                                                         | 12                                                                                         |
| Overtredingen        | 5                                                                                          | 19                                                                                         |
| Hoekschoppen         | 5                                                                                          | 4                                                                                          |
| Buitenspel           | 2                                                                                          | 0                                                                                          |
| Vrije trappen        | 19                                                                                         | 7                                                                                          |
| Balbezit (%)         | 53                                                                                         | 47                                                                                         |

| Kroatië | 1 – 1 (3 – 2 n.s.) | Denemarken |
| Mario Mandžukić 4' | goals              | 1' Mathias Jørgensen |
| Milan Badelj Andrej Kramarić Luka Modrić Josip Pivarić Ivan Rakitić | strafschoppen      | Christian Eriksen Simon Kjær Michael Krohn-Dehli Lasse Schöne Nicolai Jørgensen |
| Zlatko Dalić | bondscoach         | Åge Hareide |
| Danijel Subašić Šime Vrsaljko Ivan Strinić 81' Ivan Perišić 97' Dejan Lovren Ivan Rakitić Luka Modrić Marcelo Brozović 71' Mario Mandžukić 108' Ante Rebić Domagoj Vida | opstellingen       | Kasper Schmeichel Simon Kjær Jonas Knudsen Andreas Christensen 46' Thomas Delaney 98' Christian Eriksen Martin Braithwaite 106' Mathias Jørgensen Henrik Dalsgaard Andreas Cornelius 66' Yussuf Poulsen |
| Mateo Kovačić 71' Josip Pivarić 81' Andrej Kramarić 97' Milan Badelj 108'                                                                                               | wissels            | 46' Lasse Schöne 66' Nicolai Jørgensen 98' Michael Krohn-Dehli 106'Pione Sisto |
| | gele kaarten       | 115' Mathias Jørgensen |
| | rode kaarten       | |